# Altavilla Silentina
Altavilla Silentina es un pueblo de 6.724 habitantes localizado en la provincia de Salerno (Italia), en la región Campania, que es la misma región de Nápoles. Situada en la cima de una colina de 275 metros sobre el nivel del mar, Altavilla tiene un clima moderado típicamente mediterráneo, con veranos calientes y secos, y con inviernos fríos y húmedos. El panorama que se ve desde el centro habitado comprende la isla de Capri, los montes Alburnos, la pianura del río Sele y el mar Tirreno.

## Demografía
| Gráfica de evolución demográfica de Altavilla Silentina entre 1861 y 2001 |
|                                                                           |
| Fuente ISTAT - elaboración gráfica de Wikipedia                           |